# 劍旗魚之海上交鋒
劍旗魚之海上交鋒(英語：Swords: Life On the Line)，為美國製作公司Original Productions為探索頻道製播的真人實境節目，紀錄捕魚船在北大西洋捕魚季節時捕捉劍旗魚及黑鮪魚的經過。
北大西洋水域也是全球最強烈風暴的所在之處，從加拿大直撲而來的冷鋒碰上南方大西洋上的颶風，兩者所造成的天氣現象讓人深刻地感受到大自然的駭人力量以及人類的渺小，在此海域上的商業捕魚漁船若稍不留意天氣很可能會發生嚴重的意外事故，其中最著名的意外莫過於1991年10月28日發生的傳奇海難事件「天搖地動」（完美風暴），漁船安德莉號在此水域遭受美國大西洋史上最高級（第5級）的超級颶風襲擊，當船隻不幸位於熱帶風暴的行徑路線下無法及時避港逃離時，一般情況下船隻往往都會將船頭調往迎浪面，藉由破浪前進的方式來跟熱帶風暴強風所造成的驚人巨浪對抗，避免被巨浪突襲船舷側緣，進而導致船體瞬間失去重心而翻覆，但是當此船在與此颶風搏鬥時，漁船的側翼卻突然遭受到高達30公尺高的巨浪侵襲，船長來不及調轉船頭讓整艘船往迎浪面破浪前進，30公尺高的巨浪猛然往下拍擊船舷側緣，整艘漁船就隨之翻覆，使得船上的6名船員全數葬身海底。

由於在此地從事商業捕魚的過程可能涉及生命危險，所以在台灣的探索頻道以中文「劍旗魚之海上交鋒」來命名此影集。

## 主要內容
商業捕魚早就被認為是美國最危險的工作之一。節目的主要獲利魚種劍旗魚，這種壯觀的海洋大型魚種體重有些可達數百公斤以上，北大西洋上的漁夫把捕獲上來並且超過45公斤的劍旗魚稱為「超標魚」、超過90公斤的劍旗魚稱為「雙標魚」、超過135公斤的稱為「三標魚」，劍旗魚的售價約為每公斤11美元，捕撈上來的劍旗魚體型越大則越能為獵捕的漁船帶來豐厚的報酬，有時也會撈補到大目鮪、黃鰭鮪這些品種的鮪魚，這些鮪魚每隻的售價約為每公斤13.2美元，次要獲利魚種黑鮪魚則價格更為不斐，每公斤售價高達44.1美元，能補撈到黑鮪魚彷彿有中了大型樂透般讓漁人喜悅，可惜的是捕到這種鮪魚的機會甚微。由於劍旗魚是洄游魚類，最佳的獵捕時機往往在秋季，因為在此時劍旗魚會出沒在北大西洋水域，接近紐芬蘭島的格蘭班克外海及緬因灣的喬治海岸（又稱為「大淺攤」），此地型恰好位於北上墨西哥灣暖流跟南下拉布拉多洋流的交會之處，劍旗魚、大目鮪、黃鰭鮪、黑鮪魚等大型魚類經常在此處覓食及交配，為全球最富饒的漁場之一。

捕魚船的捕魚工具為長達64.3公里長的延繩，在此延繩上平均每隔30公尺就設置一條分繩，並在分繩末端綁上鐵製圓形魚勾及掛上魚餌，先把延繩綁上浮標並拋置在距離海水表面不遠處，讓繫在延繩底下的分繩往海水深處自由垂落並漂流，藉以吸引劍旗魚這些大型魚種前來覓食，由於劍旗魚每年的覓食及交配位置不是固定的，每艘捕魚船的船長都要靠自己的經驗、直覺、及運氣來找出劍旗魚覓食及交配的地點，然後設下64.3公里長的延繩開始獵捕。

在北大西洋獵捕劍旗魚的成本風險高得嚇人，視漁船大小而定，每艘捕魚船一個月的航程成本平均就要耗費3.5到6萬美元左右（包含漁船燃料、64.3公里長的延繩、15公分長的鐵製圓形魚勾、魚餌 等消耗必須品），所以每趟航程就一定得要捕獲到總重量達上千公斤的魚隻才不致虧損。

從事商業捕魚是非常危險的工作，由於北大西洋的捕魚季節在每年的秋天，伴隨著風浪交加及颶風侵襲，船員若稍微不注意往往很輕易的就付上性命，可是每隻劍旗魚的價格卻非常可觀，若能大量撈捕到磅數足夠魚隻，折返港口一趟的捕漁船通常可以卸下高達2萬美元以上的魚獲。

## 各捕魚船船長及成員
- 鷹眼貳號

史考特·卓賓諾茵（船長）

布瑞恩·托克（船員）

肯尼·布迪斯特（船員）

戴瑞·華勒斯（船員）

麗莎·諾特森（美國國家海洋和大氣管理局人員，為了測量鯊魚分布情形，負責標記捕捉上來的鯊魚及野放鯊魚）
- 海鷹號

琳達·克林洛（船長）

安契·卓斯特（船員）

麥克·摩坎鐸（船員）

提姆·帕爾摩（船員）

大衛·希爾茲（船員）
- 大目鮪號

克利斯·韓森（船長、綽號：嗆佬）

伍迪·芒特克（船員）

約翰·威其斯（船員）

馬特·卡特（船員）
- 法蘭斯·安妮號

克利斯·克萊姆（船長、綽號：滑頭）

布萊恩·馬斯特森（船員）

蘭米·伊斯特布（船員）

班恩·萊米摩（船員）

## 節目播放
本節目於探索頻道播出。

## 關連項目
- 漁人的搏鬥

## 外部連結
- 英文官方網站（英文）
- 中文官方網站（页面存档备份，存于）（繁體中文）
- 製作公司origprod（英文）